# Euspondylus caideni
Euspondylus caideni là một loài thằn lằn trong họ Gymnophthalmidae. Loài này được Köhler mô tả khoa học đầu tiên năm 2003.